# Cathy Reed
Cathy Reed (* 5. Juni 1987 in Kalamazoo) ist eine ehemalige amerikanisch-japanische Eiskunstläuferin, die in Wettbewerben im Eistanz antrat. Sie vertrat Japan bei den Olympischen Winterspielen 2010 und 2014 und wurde siebenmal japanische Meisterin im Eistanz.

## Persönliches
Cathy Reed besaß als Tochter einer Japanerin und eines US-Amerikaners beide Staatsbürgerschaften. Sie begann im Alter von sieben Jahren zusammen mit ihrem zwei Jahre jüngeren Bruder Chris Reed mit dem Eiskunstlaufen. Nach Umzügen nach Australien, Hongkong und Japan begannen die Geschwister im Jahr 2001 in New Jersey das gemeinsame Training im Eistanzen. Ihre 1994 geborene Schwester Alison begann ebenfalls mit dem Eiskunstlaufen. Alle drei Geschwister nahmen an den Olympischen Winterspielen 2010 teil: Chris und Cathy für Japan und Alison für Georgien.

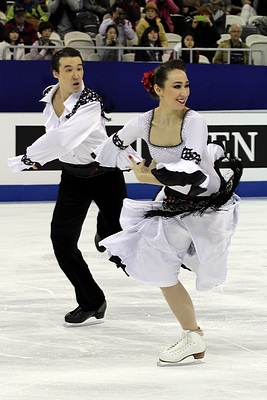
Cathy und Chris Reed bei der WM 2015

## Karriere
Seit der Saison 2006/07 traten Reed und ihr Bruder Chris für Japan bei den Erwachsenen an. Bereits in dieser Saison erreichten sie den siebten Platz bei den Vier-Kontinente-Meisterschaften in Colorado Springs. In der Folgesaison wurden sie erstmals japanische Meister. Bei den Eiskunstlauf-Weltmeisterschaften 2008 in Göteborg erreichten sie den 16. Platz. Ihre ersten Olympischen Winterspiele, 2010 in Vancouver, beendeten beide auf dem 17. Platz.
Nach einem 13. Platz bei den Weltmeisterschaften 2011 verfehlten Cathy und Chris Reed die Qualifikation für den Kürtanz bei den Weltmeisterschaften von 2012, 2013 und 2015 sowie bei den Olympischen Winterspielen 2014. Beim ersten Teamwettbewerb im Eiskunstlaufen bei den Olympischen Spielen erreichten sie mit dem japanischen Team die Kür und insgesamt den fünften Platz. Im Kürtanz liefen sie dabei zu Musik aus dem Computerspiel Total War: Shogun 2. Nach der Saison 2014/15 beendete Cathy Reed ihre Karriere als Eiskunstläuferin.
Inzwischen arbeitet sie als Choreografin, hauptsächlich für den japanischen Nachwuchs.

## Ergebnisse
Zusammen mit Chris Reed:
| Meisterschaft / Jahr            | 2007    | 2008    | 2009    | 2010    | 2011    | 2012    | 2013    | 2014    | 2015    |
| ------------------------------- | ------- | ------- | ------- | ------- | ------- | ------- | ------- | ------- | ------- |
| Olympische Winterspiele         |         |         |         | 17.     |         |         |         | 21.     |         |
| Weltmeisterschaften             |         | 16.     | 16.     | 15.     | 13.     | 24.     | 20.     | 18.     | 22.     |
| Vier-Kontinente-Meisterschaften | 7.      | 7.      |         |         |         |         | 7.      |         |         |
| Japanische Meisterschaften      | 2.      | 1.      | 1.      | 1.      | 1.      |         | 1.      | 1.      | 1.      |
| Grand-Prix-Wettbewerb / Saison  | 2006/07 | 2007/08 | 2008/09 | 2009/10 | 2010/11 | 2011/12 | 2012/13 | 2013/14 | 2014/15 |
| NHK Trophy                      |         | 8.      | 8.      | 7.      | 7.      | 7.      | 5.      | 6.      | 6.      |
| Skate America                   |         | 9.      |         |         | 7.      |         |         | 5.      |         |
| Teamwettbewerb / Jahr           | 2007    | 2008    | 2009    | 2010    | 2011    | 2012    | 2013    | 2014    | 2015    |
| Olympische Winterspiele         |         |         |         |         |         |         |         | 5.      |         |
| World Team Trophy               |         |         | 3.      |         |         | 1.      | 3.      |         | 3.      |